# Condizione femminile nel XVII secolo
Le donne del Seicento, aristocratiche o borghesi che fossero, avevano come unica prospettiva quella di diventare buone mogli: erano infatti sempre istruite, sapevano leggere e scrivere (cosa che invece non si vedeva nel periodo rinascimentale, dove erano rare le occasioni di incontrare donne colte), fin da piccole venivano avviate agli atti di pietà e venivano istruite sulla religione e sul culto. 
Di solito, per coloro che diventavano monache, si entrava in convento verso l'età fra i 12 e i 14 anni.
Seguivano gli ormai antichi modelli usati anche nel Rinascimento: dovevano provvedere ad una dote matrimoniale (commisurata alla ricchezza della propria famiglia), se non si sposavano venivano mandate in convento (questo a volte non accadeva per le donne di basso ceto e quelle campagnole), ed era lì che imparavano le arti "obbligatorie" per le donne del tempo, ovvero filare e tessere, cucinare e governare la casa. Il matrimonio, comunque, era il principale (e unico, escludendo il convento) obiettivo della donna. Le donne che non si sposavano rimanevano nella casa dei genitori, ed erano forse anche più libere, anche se malviste per il loro stato di nubili. 
Sebbene nel Rinascimento l'istruzione femminile venisse considerata un'inutile perdita di tempo, nel Cinquecento cominciarono a nascere istituzioni scolastiche riservate alle donne (media borghesia) che permettevano l'apprendimento della lettura e della scrittura come in una vera e propria scuola, oltre al necessario per governare la casa. 

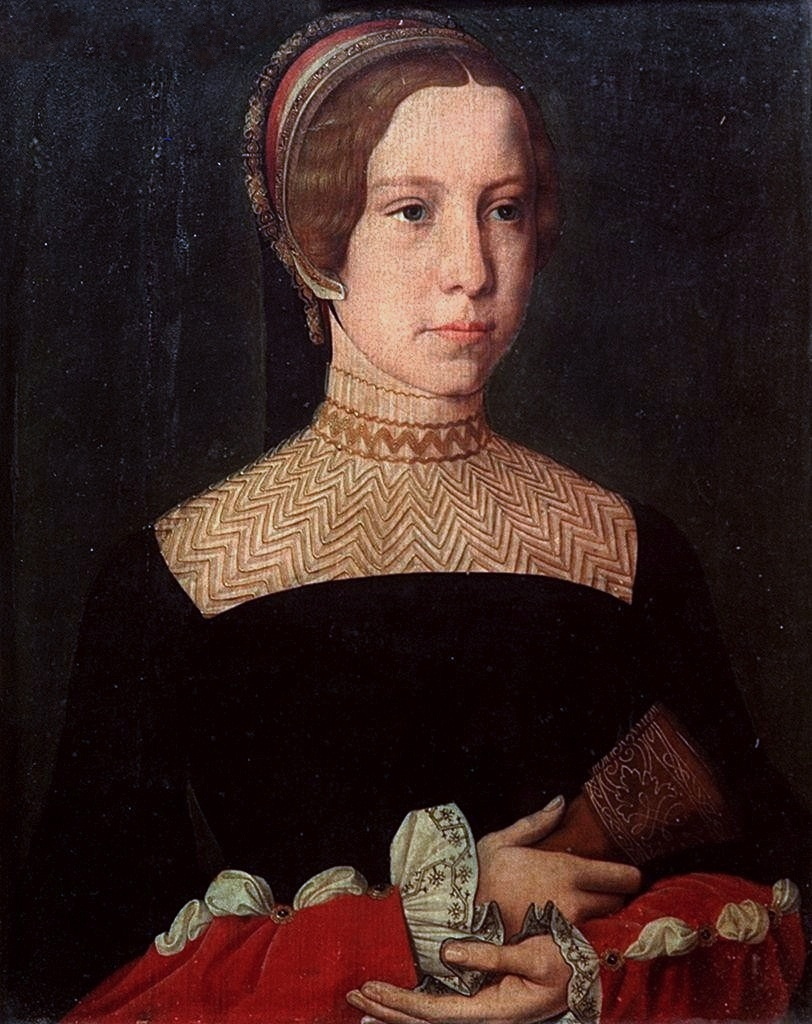
Ritratto di una Nobildonna sconosciuta, conservato agli Uffizi

## Figure femminili
C'erano diversi tipi di donne:
- le donne di casa: la maggior parte delle donne è destinata al matrimonio e al governo della casa. In genere le donne si sposano giovani, hanno molti figli e solitamente muoiono di malattia o di parto.
- contadine e serve: le donne aiutano i maschi nel lavoro dei campi; un lavoro durissimo, che dà guadagni molto modesti e che, in tempi di carestie e guerre, non riusciva a sfamare la famiglia. Anche la cura degli animali, la mungitura delle bestie, la preparazione di formaggio e burro, spettavano spesso alla donna. Molte giovani trovavano impiego come serve presso famiglie nobili.
- monache: le donne entravano in convento spinte da motivi diversi: chi per fede, chi per costrizione delle famiglie, chi voleva sfuggire al matrimonio o chi cercava una casa e del cibo per sfamarsi.
- donne di scienza: nel seicento le donne non possono accedere agli studi ed è loro proibito l'accesso all'università. Nonostante ciò molte di loro si dedicano con molta passione alle ricerche scientifiche.

## Sfera del privato
È proprio nell'Età Moderna che nacque la sfera del privato: finisce l'epoca della socialità, quando i gruppi sociali erano più aggregati e i legami sociali, come le corporazioni, più accentuati; in più soprattutto i borghesi cominciano a ritirarsi nel loro ambiente, mentre le donne smettono di eseguire lavori extradomestici, rimanendo più a casa con la famiglia ed accentuando l'intimità con i figli.

## Donne del ceto rurale
Finora si è parlato delle donne del ceto borghese, più ricche e più tenute a seguire un modello perfetto di donna sposata educata e colta. Si parlerà ora delle donne dei ceti più bassi, le donne povere  campagnole. Anch'esse si occupavano della casa e filavano. Ma svolgevano molte altre faccende oltre a queste.
In campagna: era a loro affidata la tosatura delle pecore e la raccolta del lino e la canapa, che sarebbe stata poi da loro filata e tessuta. Coltivavano l'orto per poter raccogliere verdure e ortaggi da poter mangiare o vendere, per lo stesso scopo si occupavano di ovile, pollaio e stalla. Nelle stagioni estive, ove il lavoro nei campi si faceva più costante, venivano aiutate dagli uomini per quanto riguardava la raccolta del fieno e la sarchiatura della terra. L'economia campagnola prevedeva anche l'allevamento dei bachi da seta, al quale si dedicavano esclusivamente le donne. Sebbene già nei secoli precedenti era una lavorazione molto propagata, fu nel Seicento ad assumere un'importanza centrale. 
In città: le donne lavoravano anche come bambinaie, lavandaie ed operaie tessili, e non "in proprio", bensì in una fabbrica tessile. A svolgere questi lavori erano perlopiù le donne sole, le donne maritate affidavano loro stesse i bambini alle balie, per poter svolgere altri compiti. Le domestiche erano probabilmente le donne più "fortunate", poiché passavano tutta la vita nelle case dei ricchi.

## Matrimonio

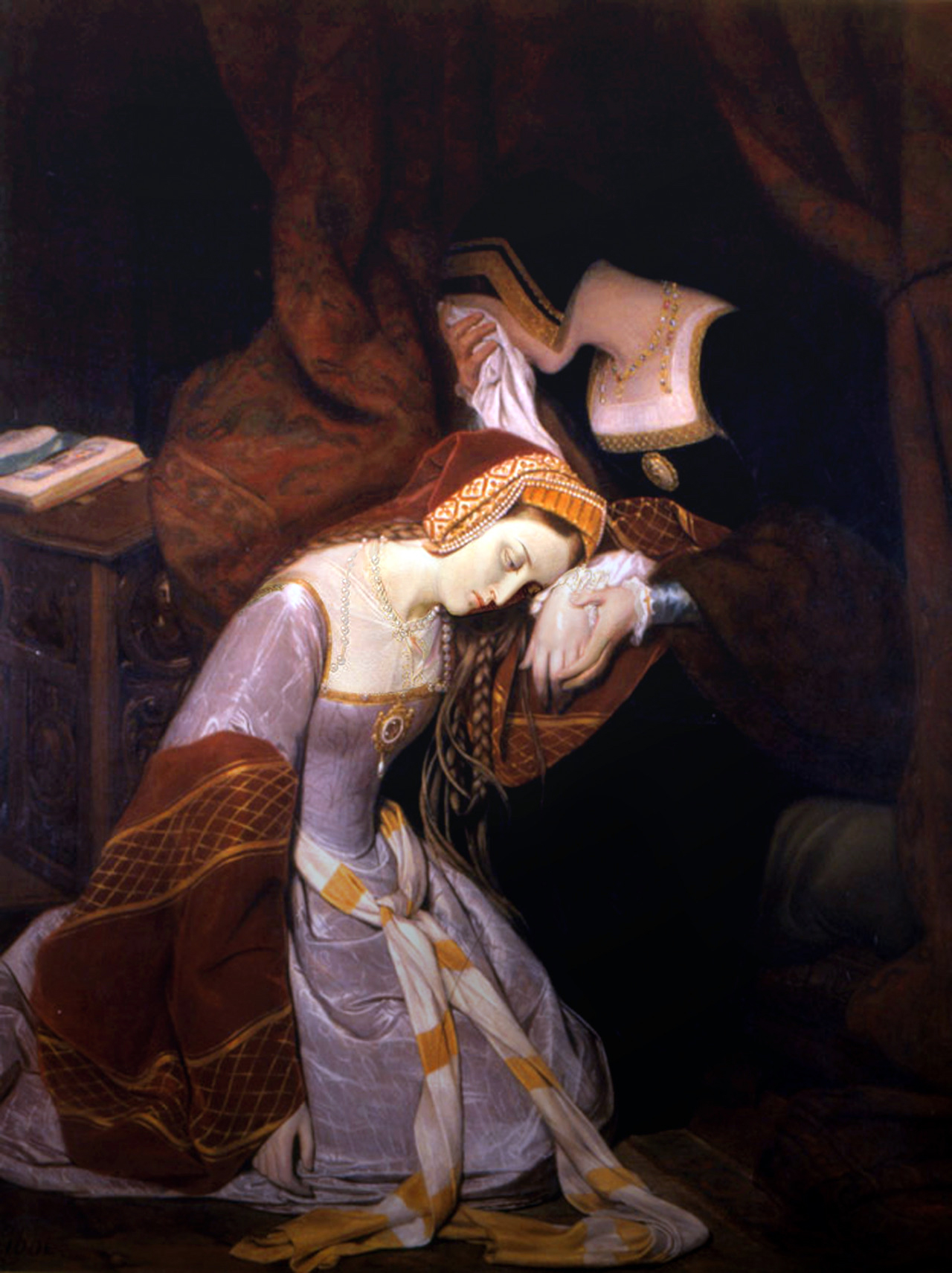
Anna Bolena nella Torre di Londra, poco prima della sua esecuzione per decapitazione

Il matrimonio non si svolgeva secondo scelta della ragazza, ma secondo la scelta che i genitori ritenevano più conveniente. Non era l'unione di due innamorati, infatti, ma era un vero e proprio contratto tra due famiglie, interamente deciso dai genitori di lei e di lui. Si badava sempre che fosse decoroso, anche quando si trattava di famiglie negli ambienti più umili. Nelle famiglie principesche i matrimoni erano spesso stabiliti per garantire affari politici (anche i divorzi, nel caso di Anna Bolena). Quasi sempre erano combinati dalle famiglie quando gli sposi erano ancora piccoli: per esempio Ludovico Sforza, detto il Moro, impegnò come moglie sua figlia quando quest'ultima aveva appena cinque anni. La sposa doveva avere anche una dote.